# ブライアント夫妻
ブライアント夫妻は北米の作曲チーム。

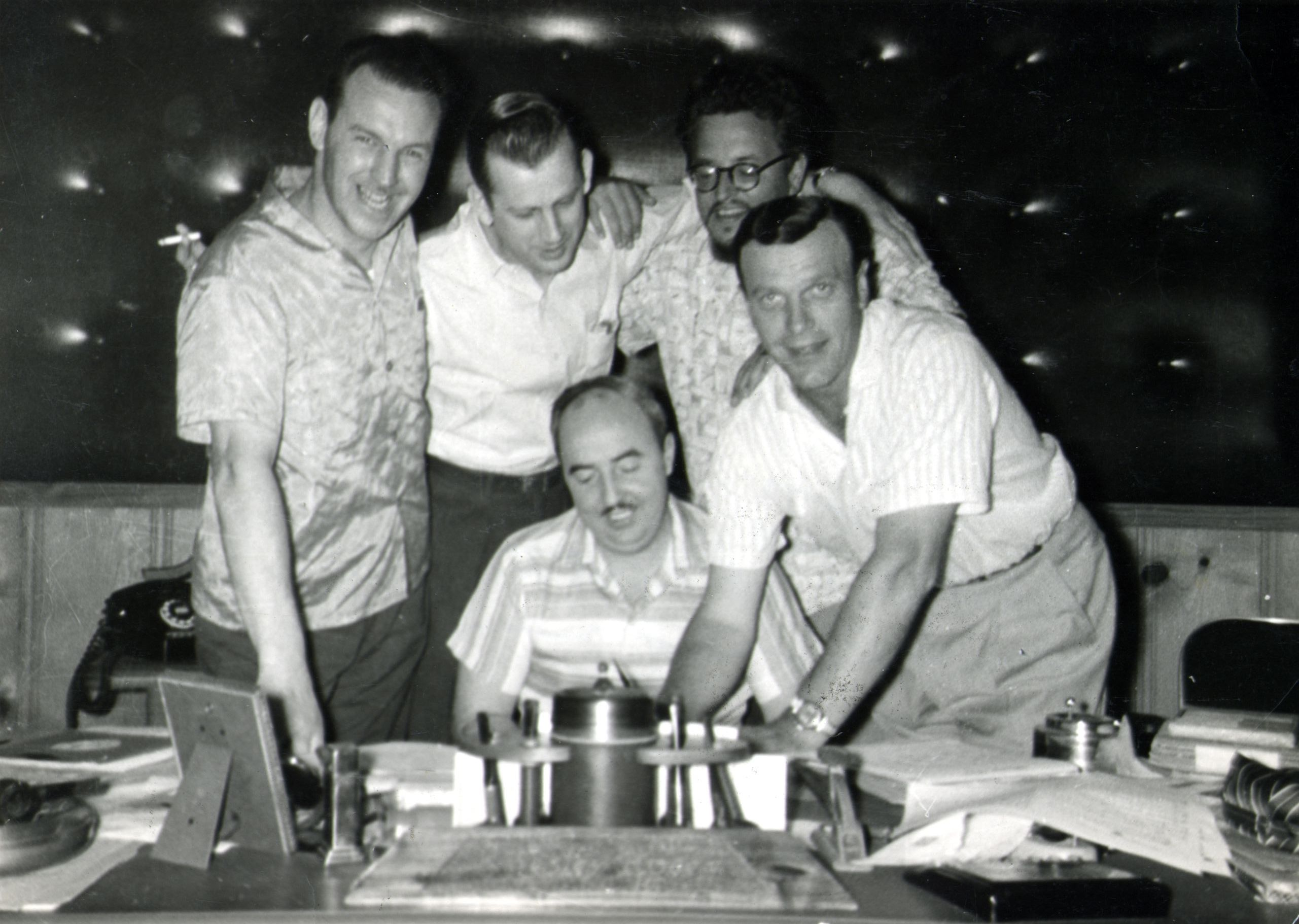
右奥のヒゲの人物がブーデロウ1957

- フェリス・ブライアント（Felice Bryant 、出生名Matilda Genevieve Scaduto, 1925.8.7. – 2003.4.22)
- ダイダリウス・ブーデロウ・ブライアント(Diadorius Boudleaux Bryant [ ˈbuːdɛloʊ];[1] 1920.2.13 – 1987.6.25)

の二人。
これまでに1,500曲の作曲に携わっており、主にエヴァリー・ブラザーズの作品、「夢を見るだけ」「バイ・バイ・ラヴ」「ラヴ・ハーツ」「メアリーへのメッセージ」などで知られる。

## 二人が出会うまで
ブーデロウはジョージア州Shellman生まれ。クラシック音楽のヴァイオリンを習った。アトランタ交響楽団で1937-38年シーズンに演奏したが、カントリー音楽のフィドルが好きで、地元のバンドHank Penny and his Radio Cowboysに参加した。1945年、ウィスコンシン州ミルウォーキーでフェリスと出会い結婚した。
"All I Have To Do Is Dream"は自伝的で、フェリスはシャーウッド・ホテルのエレベーター・ガールをしていて彼を見たとき、すぐに「その人だと分かった」。8歳の時に夢の中で彼の顔を見て以来「永遠に探しつづけ」てきたのがブーデロウだった。ホテルの噴水で彼を見つけ駆け寄りうっかり彼を水びたしにし「お酒を飲みませんか」と誘ったとき、彼女は19歳だった。

### 夫婦作家としての活動
結婚当初は経済的に困窮し、移動式住居で暮らし、80曲以上共作した。多くのカントリー歌手に曲を売ろうとしては無視・拒絶されていたが、リトル・ジミー・ディケンズが"Country Boy"を録音、1948年にカントリーで7位になり、テネシー州ナッシュヴィルの出版社Acuff-Rose Musicのソングライターであるフレッド・ローズと仕事ができるようになった。
1950年、夫妻はナッシュヴィルに引っ越し、フルタイムで作曲するようになった。1950年代初期の作品にはスイングする"Sugar Beet" (Moon Mullican録音)やブルージーな"Midnight" (レッド・フォーリー録音)がある。
Little Jimmy Dickensにさらに書き、Carl Smithにも書き、彼ら自身の45回転シングルを4枚だし、そこそこ成功した。
1957年以降エヴァリー・ブラザースの一連の大ヒット曲群を書き、国民的な作家になる。
ロイ・オービソンやバディー・ホリーにも書き、ヒットした。
後に彼らの作品を録音したのはトニー・ベネット, Sonny James, Eddy Arnold, ボブ・ムーア, Charley Pride, ナザレス, Jim Reeves, Leo Sayer, ジェリー・リー・ルイス, サイモン&ガーファンクル, サラ・ヴォーン, グレイトフル・デッド, エルビス・コステロ, Count Basie, Dean Martin, レイ・チャールズ, グラム・パーソンズ, ボブ・ディラン（アルバム『セルフ・ポートレイト』で二曲カバーした）など。
1962年,"Too Many Chicks"が初の黒人女性カントリー歌手Leona Douglasでヒット。彼女を発掘したのはMonumentレコードのFred Foster。彼はブーデロウの秘書の女性の名前がボビー・マッキーであることに気づき、クリス・クリストファーソンに彼女の名前を歌の中で使うよう提案し、クリストファーソンは「ミー・アンド・ボビー・マギー」という曲を書き、後にこの曲はジャニス・ジョプリンの歌唱によって大ヒットした。
夫妻はテネシー州ヘンダーソン村のヒッコリー湖付近の家に引っ越し、ロイ・オービソンやジョニー・キャッシュなど、友人の近所に住んだ。
1978年、昔"Rocky Top"を書いた場所であるテネシー州ガトリンバーグに引っ越し、国立公園に近いホテルを買った。
1979年、自作アルバム『A Touch of Bryant』を発表。
1967年に書いた"Rocky Top"は1982年にテネシー州の州歌になった。
BMI賞を59回受賞。
1972年、「ナッシュヴィル・ソングライターの殿堂」入り、1986年、ソングライターの名声の殿堂入り、1991年カントリー音楽の殿堂入り、ロカビリーの殿堂入り。
「1950年代のイギリスで最も成功したソングライター」三位。

### 死
ブーデロウは1987年に亡くなった。フェリスは活発に作曲を続け、2003年に亡くなった。ナッシュヴィルのWoodlawnメモリアル・パーク墓地に夫婦で眠っている。

## 主な作品

### Little Jimmy Dickens
- "Country Boy" (1948)
- "Bessie The Heifer"

### エヴァリー・ブラザーズ
- バイ・バイ・ラヴ（1957）
- 起きろよスージー (1957)
- 夢を見るだけ (1958)
- 愛をささげて（Devoted to You）(1958) ： ビーチ・ボーイズが1964年のアルバム『ビーチ・ボーイズ・パーティ』でカバーした。
- メアリーへのメッセージ (1959)
- ラヴ・ハーツ (1960) ： グラム・パーソンズとエミルー・ハリス、ナザレスら様々なミュージシャンがカバーしている。
- "Donna Donna"
- "Brand New Heartache"
- "Problems"
- "Poor Jenny"
- "Radio & TV"
- "Oh True Love"
- "Bird Dog"(1958)
- "Like Strangers"
- "Always It's You"
- "Love of My Life"
- "Love Is All I Need"
- "Lonely Island"
- "Just in Case"
- "You Thrill Me"
- "Some Sweet Day"
- "Sleepless Nights"
- "Nashville Blues"

NOTE: Pop, C&W, R&Bの三つのチャートで"Wake Up, Little Susie" 、"All I Have to Do Is Dream"が一位。

### バディ・ホリー
- "Raining In My Heart"

### グラム・パーソンズとエミルー・ハリス
- ラヴ・ハーツ
- "Sleepless Nights"
- "Brand New Heartache"

### エミルー・ハリス
- "Sleepless Nights"
- “Like Strangers”

### Ricky Van Shelton
- "Loving Proof"

### 他
- "Rocky Top" – The Osborne Brothers
- "Mexico" – ボブ・ムーア楽団（英語版）
- "Come Live with Me" – ロイ・クラーク
- "Raining in My Heart" – ロバート・ワイアット
- "She Wears My Ring" – ソロモン・キング
- "Have a Good Time" - スー・トンプソン
- "Sugar Beet" – ムーン・マリカン（英語版）
- "Blue Boy" – ジム・リーブス
- "Bella Belinda" - ドニー・レイノルズ
- "I'm Gonna Slip You Offa My Mind" – トミー・ザング
- "Midnight" – en:Red Foley
- "Some Sweet Day" - フェアポート・コンヴェンション
- マリーへのメッセージ - ボブ・ディラン
- "Rocky Top"   - Dillard & Clarke
- "You're the Reason God Made Oklahoma"  -  デイビット・フリッツェル& シェリー・ウェスト

"All I Have to Do Is Dream", "Bye Bye, Love", "Love Hurts"、"Wake Up, Little Susie"などには無数のカバー・バージョンがある。

## 参照
1. 1 2 3  Gilliland, John (1969). "Show 9 - Tennessee Firebird: American country music before and after Elvis. [Part 1]" (audio). Pop Chronicles. University of North Texas Libraries.
2. ↑  http://performingsongwriter.com/kris-kristofferson-bobby-mcgee/ Retrieved: June 8, 2012
3. ↑  “アーカイブされたコピー”. 2014年3月18日時点のオリジナルよりアーカイブ。2012年11月2日閲覧。
4. ↑  BPI Communications and Joel Whitburn's Record Research Publications
5. ↑  Bill Williams, Our Stories: Rocky Top.  WBIR.com, 19 November 2008.  Retrieved: 20 September 2009.

- Kingsbury, Paul. (1998). "Felice and Boudleaux Bryant". The Encyclopedia of Country Musicという著作の中の項目。. Paul Kingsbury, Editor. pp. 63–64.

http://performingsongwriter.com/felice-and-boudleaux-bryant/
http://www.southernreader.com/SouthRead12.8.html